# Korte arabesken
Korte arabesken is een bundel van Louis Couperus die voor het eerst in 1911 verscheen, maar deze keer niet bij zijn vaste uitgever L.J. Veen.

## Geschiedenis
In de jaren 1910 publiceerde Couperus verschillende verhalen, reisbrieven en schetsen in Groot Nederland en in Het Vaderland.
In een brief van 3 mei 1910 stelde Couperus aan zijn uitgever L.J. Veen voor om die te bundelen:
"Ik zoû gaarne je eens willen vragen je gedachten te laten gaan over het volgende: Is er geen minder gewichtig, dus luchtiger, en misschien ook goedkooper formaat te vinden, om in den vervolge mijn couranten-feuilletons na te drukken. Zoodat ik gemakkelijker die feuilletons, b.v. twee maal in het jaar, kan liquideeren in een bundel, gemakkelijk te koopen, laat mij rond-uit zeggen als spoorweg-lektuur? Ik zie in het buitenland soms zulke bundeltjes, netjes en goedkoop, aan de kiosken liggen.
Mijn importantere verhalen kunnen wij dan behouden voor een bundel ‘Novellen’. De feuilletons zouden wij dan geregeld kunnen nadrukken in het minder gewichtige formaat.
Zoo je een oplossing vindt in deze kwestie, zoû ik mij tevreden stellen met een modest honorarium: de bundeltjes zouden wel heel goedkoop moeten zijn. Misschien wil je er eens over denken."
Veen durfde het niet aan omdat Nederland niet vergelijkbaar was met het buitenland op dit punt. Hij verwees daarom door naar de Maatschappij ter verspreiding van Goede en Goedkoope Lectuur, normaliter aangeduid als de Wereldbibliotheek (WB), naar de bekendste serie van die uitgeverij. Deze uitgeverij werkte met een abonnementstelsel waardoor afzet verzekerd was; abonnees kregen korting op de uitgaven van de WB.
Uiteindelijk liet Veen aan Couperus weten dat het eigenlijk bij de WB niet anders zou zijn gegaan dan bij Veen zelf: de uitgave was uiteindelijk even duur als die bij Veen geweest zou zijn.

### Tweede druk
In 1923 volgde een tweede druk van de bundel. Deze werd aangekondigd in het reclame-uitgaafje De ring en de prins. De tweede druk (volgens de titelpagina: zesde duizendtal) verscheen juist na het overlijden van de schrijver. De directeur, Leo Simons, liet daarop die druk voorafgaan door een 'Ter herinnering'.

### Vierde druk
Van de vierde druk (1938), het 8e duizendtal, verschenen 450 genummerde exemplaren voor onder anderen de leden van de WB-vereniging. Die druk verscheen met een bandontwerp en houtsneden van Desiré Acket.

### Overige uitgaven
Later werden verschillende feuilletons ook nog afzonderlijk uitgegeven zoals De ring en de prins en Il Mago.